# Xerosicyos perrieri
Xerosicyos perrieri är en gurkväxtart som beskrevs av Jean-Henri Humbert. Xerosicyos perrieri ingår i släktet Xerosicyos och familjen gurkväxter. Inga underarter finns listade i Catalogue of Life. Den är endemisk för Madagaskar och har uppkallats efter den franske botanikern Joseph Marie Henry Alfred Perrier de la Bâthie.

## Bildgalleri

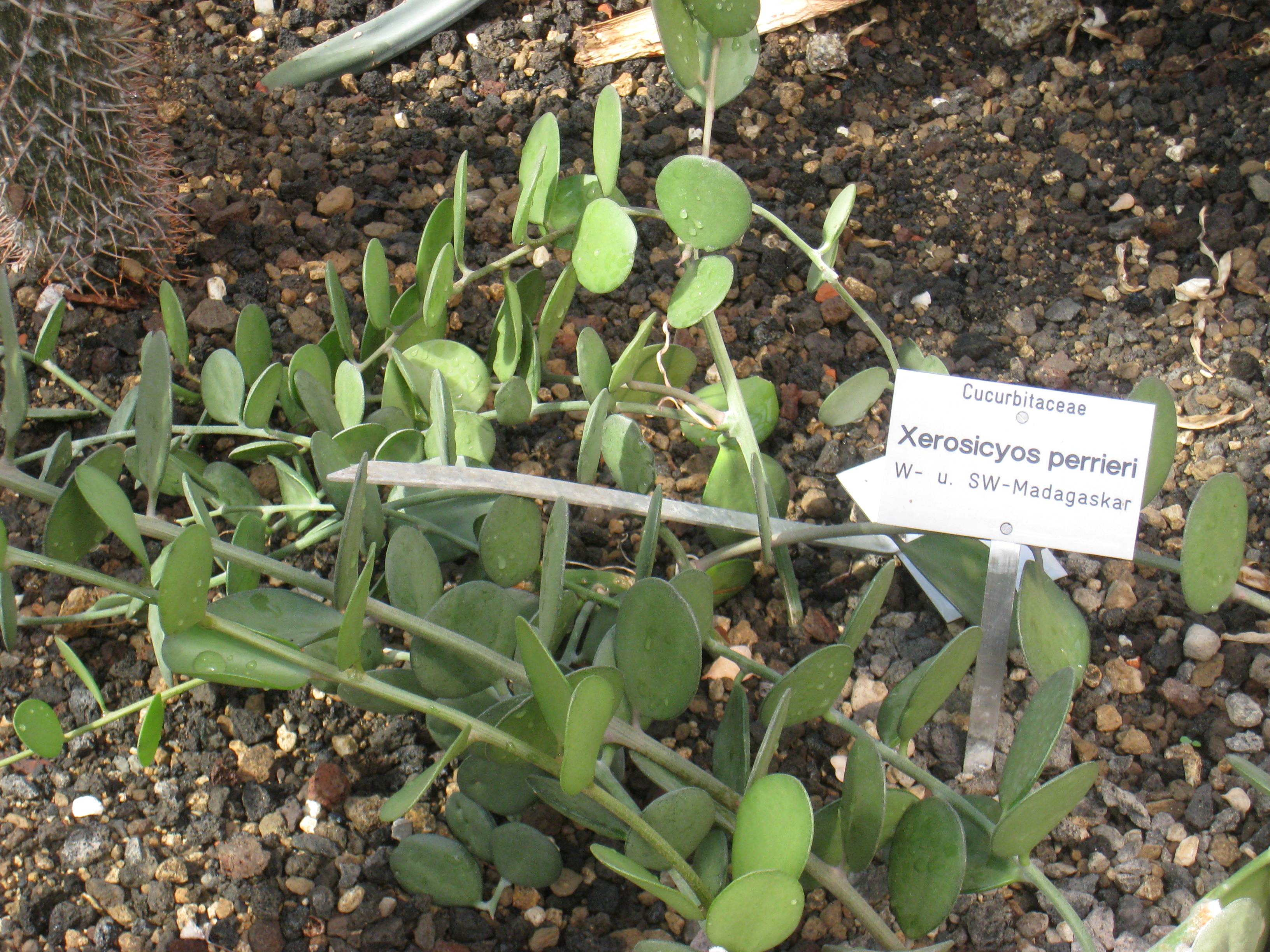